# Pratt & Whitney JT3D
Pratt & Whitney JT3D je jeden z prvních dvouproudových motorů. Je odvozen z proudového motoru Pratt & Whitney JT3C. Poprvé běžel roku 1958 a zalétán byl v roce 1959 na letounu B-45 Tornado. Mezi lety 1959 a 1985 bylo vyrobeno přes 8 000 ks motoru JT3D a mnoho z nich je dodnes ve službě na vojenský letounech, kde podle USAF nesou označení TF33.

## Varianty
JT3D-117 000 lb (75,6 kN) tah civilní verze
JT3D-3B18 000 lb (80,1 kN) tah civilní verze
JT3D-719 000 lb (84,4 kN) tah civilní verze
TF33-P-317 000 lb (75,6 kN) tah pro B-52H
TF33-P-518 000 lb (80,1 kN) tah pro KC-135
TF33-P-721 000 lb (93,4 kN) tah pro C-141
TF33-P-1116 000 lb (71,2 kN) tah pro B-57

## Použití
Civilní (JT3D)
- Boeing 707
- Douglas DC-8
- Shanghai Y-10

Vojenské (TF33)
- B-52 Stratofortress
- Boeing C-18
- C-135B Stratolifter
- E-3 Sentry
- E-8 Joint STARS

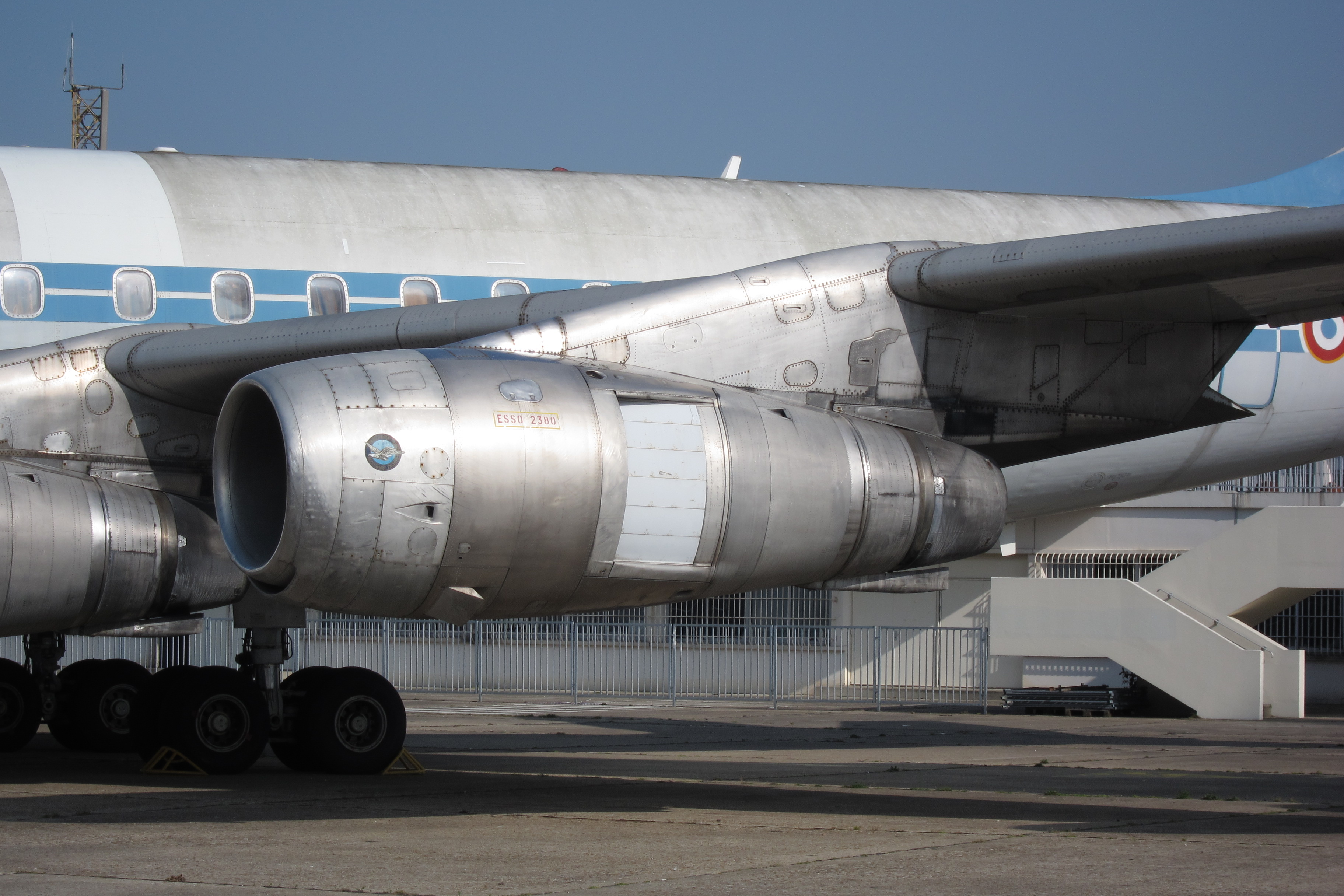
JT3D na letounu Douglas DC-8

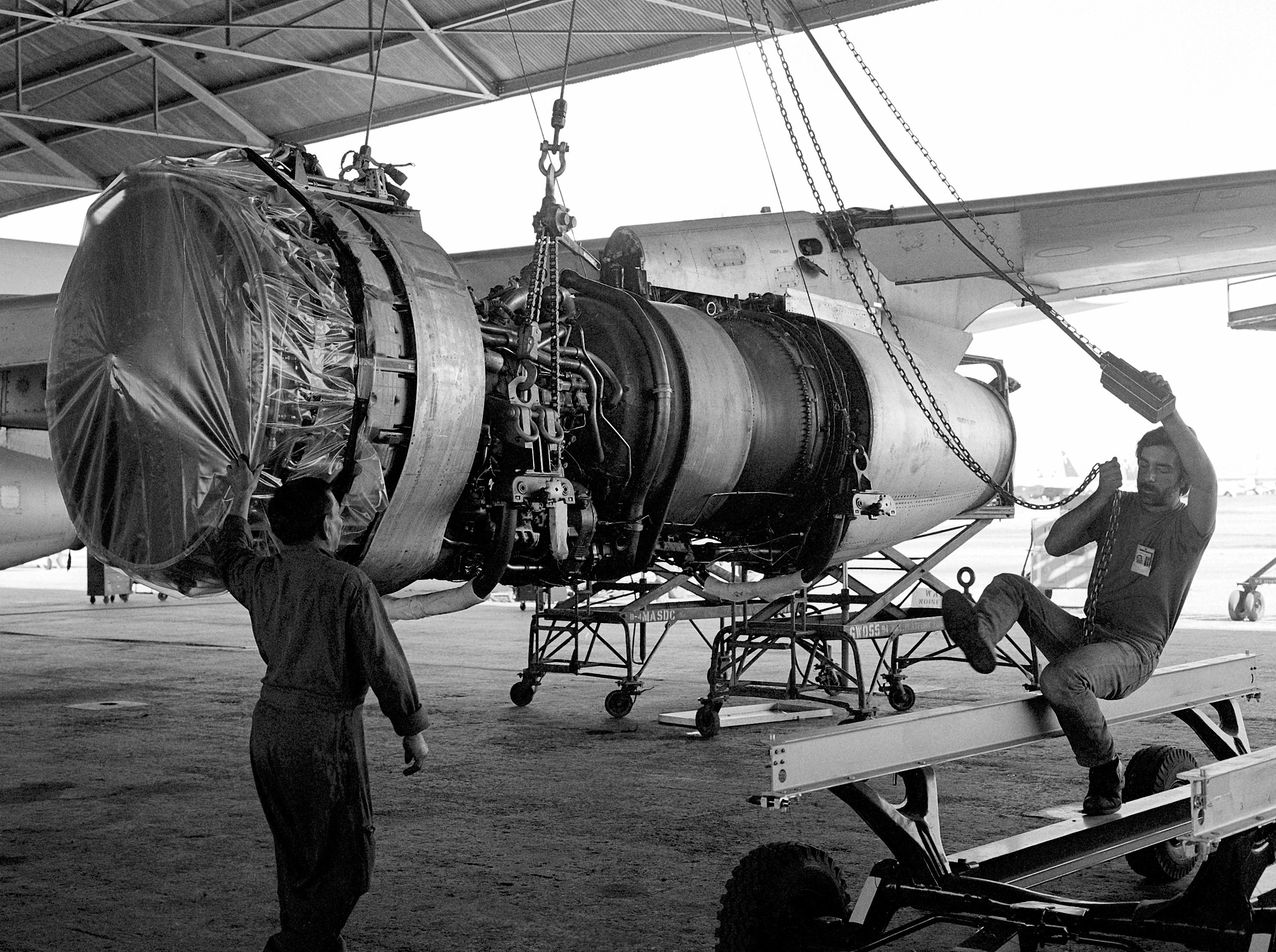
JT3D z Boeingu 707 jsou používány na KC-135A, 1984

- KC-135E Stratotanker (JT3D z přebytečných letadel Boeing 707)
- VC-137B/C Stratoliner
- C-141 Starlifter
- Martin RB-57F

## Specifikace (JT3D-8A / TF33-P-7)
Data pocházejí z Aircraft engines of the World 1966/67

### Technické údaje
- Typ: dvouproudový motor
- Průměr: 1 300 mm
- Délka: 3 610 mm
- Hmotnost suchého motoru: 2 089 kg

### Součásti
- Kompresor: axiální, 2 stupně dmychadla, 6 stupňů nízkotlakého a 7 stupňů vysokotlakého kompresoru
- Spalovací komora: hybridní, 8 komor
- Turbína: jeden stupeň vysokotlaká, 3 stupně nízkotlaká

### Výkony
- Maximální tah: 17 000 lbf (76 kN) při vzletu
- Celkový poměr stlačení: 16:1
- Obtokový poměr: 1,42:1
- Průtok/hltnost vzduchu: 230 kg/s
- Teplota plynů před turbínou: 880 °C
- Měrná spotřeba paliva: 22 g/(kN⋅s)) při tahu 4,000 lbf (18 kN), M 0,82, 35 000 ft (11 000 m), ISA
- Poměr tah/hmotnost: 3,9 holý motor